# Ahmad ibn Hanbal
Aḥmad bin Muḥammad bin Ḥanbal Abū ʿAbd Allāh al-Shaybānī, ook bekend als Imam Ahmad (Bagdad, 780 – aldaar, 855), was een van de belangrijkste imams van de islam. Hij was een jurist, imam, theoloog en de stichter van de Hanbali-school van fikh. Hij was ook auteur van het boek Moesnad.

## Biografie
Ahmad ibn Hanbal werd geboren in Bagdad tijdens het Kalifaat van de Abbasiden in het jaar 780. Zijn familie was oorspronkelijk van Basra, en behoorde tot de Arabische Banu Shayban stam en is een nakomeling van de profeet Ismaël. Zijn vader was officier in het leger van de Abbasiden in Khurasan en later vestigden zijn familie in Bagdad. Hij leerde op jonge leeftijd de Koran van buiten en volgde studies over fiqh, de Arabische taal en literatuur. Later reisde hij naar Jemen, Hidjaz, Syrië, Basra en Koefa om er studies te volgen en om Hadith te verzamelen. Hij kreeg les van Abu Yoesoef, een student van Abu Hanifa en van Mohammed al-Shafi'i die veel bewondering had voor de beginnende student. Vervolgens richtte hij zich op de Hadithwetenschappen, waarin hij gespecialiseerd was. Hij kende veel Hadith (overleveringen van de profeet Mohammed) en vermeldde ze in een boek, Moesnad. Imam Ahmed verzette zich hevig tegen het moetazilisme, een liberale stroming binnen de islam die destijds de staatsgodsdienst was in het rijk. De kalief dwong alle geleerden van zijn tijd om de Koran als schepsel te beschouwen. Ahmad ibn Hanbal weigerde hierin te geloven. Hierdoor belandde de imam in de gevangenis op bevel van Al-Ma'mun. Tijdens een incident werd hij gegeseld tot bewusteloosheid wat onrust veroorzaakte bij de bevolking en werd hij los gelaten. Na de dood van Al-Ma'mun werd Al-Wathiq kalief en verbande hij de imam uit Baghdad. Het was pas na Al-Wathiq dood en de beklimming van zijn broer Al-Mutawakkil, die veel vriendelijker was voor de meer traditionele soennitische dogma, dat ibn Hanbal terug in Bagdad werd verwelkomd.
Imam Ahmad overleed op 75-jarige leeftijd in Bagdad. Latere geleerden als Ahmad ibn Tajmijja en Mohammed ibn Abdul-Wahhab baseerden zich grotendeels op de werken van Imam Ahmad. Ahmad ibn Hanbal had twee vrouwen en een aantal kinderen, waaronder een oudere zoon, die later een rechter werd in Isfahan. Hij maakte vijf keer de hadj (bedevaart) naar Mekka waarvan twee keer te voet. Imam Ahmad werd uitvoerig geprezen voor zijn profetische overlevering als de verdediging van de orthodoxe islam. Hij wordt samen met Abu Bakr beschouwd als de 'redders van de oemmah'.

## Werken
Imam Ahmad schreef een groot aantal boeken, waaronder:
- Usool as-Sunnah
- asSunnah
- Kitab al-`Ilal wa Ma‘rifat al-Rijal
- Kitab al-Manasik
- Kitab al-Zuhd
- Kitab al-Iman
- Kitab al-Masa'il
- Kitab al-Ashribah
- Kitab al-Fada'il Sahaba
- Kitab Tha'ah al-Rasul
- Kitab Mansukh
- Kitab al-Fara'id
- Kitab al-Radd `ala al-Zanadiqa wa'l-Jahmiyya
- Tafsir
- Moesnad